# Рогузьно (Ласький повіт)
Рогузьно (пол. Rogóźno) — село в Польщі, у гміні Відава Ласького повіту Лодзинського воєводства.
Населення — 396 осіб (2011).
У 1975-1998 роках село належало до Серадзького воєводства.

## Демографія
Демографічна структура станом на 31 березня 2011 року:
|          | Загалом | Допрацездатний вік | Працездатний вік | Постпрацездатний вік |
| -------- | ------- | ------------------ | ---------------- | -------------------- |
| Чоловіки | 187     | 34                 | 127              | 26                   |
| Жінки    | 209     | 37                 | 104              | 68                   |
| Разом    | 396     | 71                 | 231              | 94                   |